# Cerebus the Aardvark
Cerebus the Aardvark (рус. Трубкозуб Цереб), иногда просто Cerebus, произносится ([ˈsɛrəbəs]) — независимая серия комиксов, написанная Дэйвом Симом и проиллюстрированная им и художником Герхардом. Всего с 1977 по 2004 года было выпущено 300 номеров Cerebus, общее количество страниц которых превысило 6000, что сделало её самой длинной серией комиксов на английском языке, созданной одной творческой командой. Сим говорил о серии, как о «самом длинном непрерывном повествовании в человеческой истории».
Серия и её главный персонаж получили название Cerebus из-за допущенной опечатки в слове Cerberus (с англ. — «Кербер»). В 2006 году Цереб занял 38 место в списке «50 лучших героев комиксов» по версии журнала Empire, а в 2011 году 91 место в списке «100 лучших персонажей комиксов всех времён» по версии IGN.

## История публикаций
Cerebus the Aardvark выпускалась независимым издательством Aardvark-Vanaheim, открытым Дэйвом Симом в 1977 году. Первые годы с изданием комикса Дэйву помогала его тогдашняя девушка Дени Луберт. Первые выпуски Cerebus, главным персонажем которой был одноимённый антропоморфный трубкозуб, были пародией на истории о Конане и на жанр «меча и магии» в целом.
В 1979 году Сим, который в то время часто употреблял марихуану, стал употреблять и ЛСД, что впоследствии привело его к госпитализации. Дэйв утверждает, что именно во время этого случая к нему пришла идея выпускать Cerebus ежемесячно до 300 выпуска. Приключения трубкозуба стали всё более отдаляться от жанра «меча и магии», и уже вторая сюжетная арка High Society (с англ. — «Высшее общество») представляла собой сложную политическую сатиру и драму. Начиная с 65 номера к Дэйву Симу присоединился художник под псевдонимом Герхард, помогавший ему в создании задних планов для комикса.

## Сборники
Вся серия комиксов была перепечатана в виде изданий, которые среди фанатов и продавцов стали называться «телефонными книгами» из-за их большого размера и похожей тонкой бумагой. Всего было выпущено 16 книг, каждая из которых содержит в себе отдельную сюжетную арку размером в 240–630 страниц.
| #  | Название            | Выпуски | Выпуски | Выпуски | Дата выпуска 1 издания | Сюжетная арка       | Год  | ISBN               | Примечания                                    |
| -- | ------------------- | ------- | ------- | ------- | ---------------------- | ------------------- | ---- | ------------------ | --------------------------------------------- |
| 1  | Cerebus             | 1       | –       | 25      | 1977–1981              | Cerebus             | 1987 | ISBN 0-919359-08-6 | Третья выпущенная книга                       |
| 2  | High Society        | 26      | –       | 50      | 1981–1983              | High Society        | 1986 | ISBN 0-919359-07-8 | Первая выпущенная книга                       |
| 3  | Church and State I  | 52      | –       | 80      | 1983–1985              | Church & State      | 1987 | ISBN 0-919359-09-4 | Вторая выпущенная книга                       |
| 4  | Church and State II | 81      | –       | 111     | 1985–1988              | Church & State      | 1988 | ISBN 0-919359-11-6 |                                               |
| 5  | Jaka's Story        | 114     | –       | 136     | 1988–1990              | Jaka's Story        | 1990 | ISBN 0-919359-12-4 |                                               |
| 6  | Melmoth             | 139     | –       | 150     | 1990–1991              | Melmoth             | 1991 | ISBN 0-919359-10-8 |                                               |
| 7  | Flight              | 151     | –       | 162     | 1991–1992              | Mothers & Daughters | 1993 | ISBN 0-919359-13-2 | Первая книга, выпущенная с порядковым номером |
| 8  | Women               | 163     | –       | 174     | 1992–1993              | Mothers & Daughters | 1994 | ISBN 0-919359-14-0 |                                               |
| 9  | Reads               | 175     | –       | 186     | 1993–1994              | Mothers & Daughters | 1995 | ISBN 0-919359-15-9 |                                               |
| 10 | Minds               | 187     | –       | 200     | 1994–1995              | Mothers & Daughters | 1996 | ISBN 0-919359-16-7 |                                               |
| 11 | Guys                | 201     | –       | 219     | 1995–1997              | Guys                | 1997 | ISBN 0-919359-17-5 |                                               |
| 12 | Rick's Story        | 220     | –       | 231     | 1997–1998              | Rick's Story        | 1998 | ISBN 0-919359-18-3 |                                               |
| 13 | Going Home          | 232     | –       | 250     | 1998–2000              | Going Home          | 2000 | ISBN 0-919359-19-1 |                                               |
| 14 | Form and Void       | 251     | –       | 265     | 2000–2001              | Going Home          | 2001 | ISBN 0-919359-20-5 |                                               |
| 15 | Latter Days         | 266     | –       | 288     | 2001–2003              | Latter Days         | 2003 | ISBN 0-919359-22-1 |                                               |
| 16 | The Last Day        | 289     | –       | 300     | 2003–2004              | Latter Days         | 2004 | ISBN 0-919359-21-3 |                                               |

## Синдром Цереба
Синдром Цереба (англ. Cerebus Syndrome) — термин, использующийся по отношению к сюжету или персонажу (не обязательно связанному с комиксами), который первоначально представляется комедийным и легкомысленным, а затем постепенно становится всё более серьёзным, сложным и драматичным.